# Tradición litúrgica antioquena

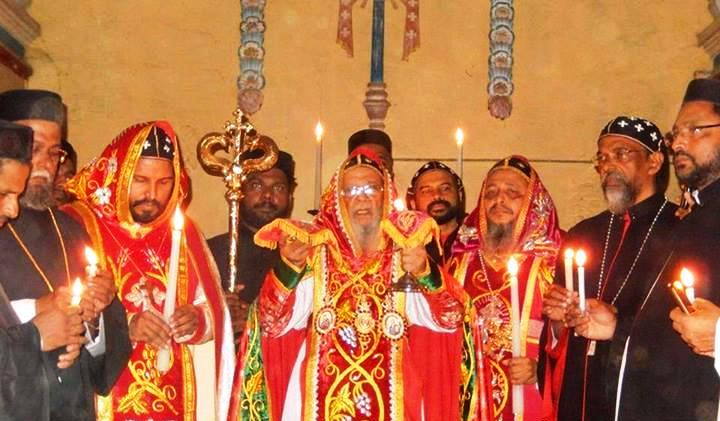
Rito litúrgico antioqueno en una Iglesia ortodoxa siria.

La tradición litúrgica antioquena es el conjunto de ritos litúrgicos derivados de la antigua iglesia de Antioquía. Esas liturgias son las contenidas en las constituciones apostólicas del siglo IV, luego la de Santiago en griego, la Liturgia Siria de Santiago y las anáforas sirias. La línea continúa con el rito bizantino (la más antigua liturgia de San Basilio y la posterior y más breve de San Juan Crisóstomo) y a través del rito armenio. La liturgia siria oriental usada por la antigua iglesia del Oriente deriva también de la antioquena.

## Historia

### Inicios del Cristianismo
Esta tradición litúrgica se origina en Antioquía, una de las principales sedes del cristianismo primitivo, diferenciándose de la tradición litúrgica alejandrina y del rito romano.

### Concilios delSigloV
Desde fines del s. IV, varias Iglesias, que se encuentran bajo el influjo cultural persa, desarrollan un rito distinto. De esta época proviene la diferenciación de las anáforas (o plegarias eucarísticas) en tres tipos: antioqueno, siro-oriental y alejandrino, aunque no necesariamente corresponderán en los siglos sucesivos a sus respectivas jurisdicciones.
Al rechazar las conclusiones del Concilio de Éfeso (431), varias Iglesias de la tradición siro-oriental se separan de la Iglesia católica (algunas han vuelto a la comunión con Roma).
A partir de este momento, se configuran claramente otros ritos derivados del sirio occidental, como el bizantino y el armenio. Después del Concilio de Calcedonia (451), varias iglesias siguieron el camino de la separación, entre ellas la armenia (que había desarrollado su propio rito), la siro-malankara y varias de rito bizantino (algunas de estas Iglesias han vuelto a la comunión), mientras que la maronita nunca se separó de la Iglesia católica.

### SiglosXVIII-XX
Después de las vueltas a la unidad de varias Iglesias separadas de la Iglesia católica, podemos considerar como Iglesias católicas de tradición litúrgica antioquena a las siguientes Iglesias:
- Iglesia católica maronita (de rito maronita)
- Iglesia católica siro-malankara (de rito siro-malankara)
- Iglesia católica siria (de rito sirio occidental o siro-antioqueno)

La liturgia siria occidental es también seguida por la Iglesia Ortodoxa Siria de Antioquía y la Iglesia Ortodoxa de Malankara en la India.